# Nama purpusii
Nama purpusii är en strävbladig växtart som beskrevs av T. S. Brandegee. Nama purpusii ingår i släktet Nama och familjen strävbladiga växter. Inga underarter finns listade i Catalogue of Life.